# Carthage, Missouri
Carthage är administrativ huvudort i Jasper County i Missouri. I Carthage och i närheten av staden utkämpades slaget vid Carthage i amerikanska inbördeskriget.